# Tatort: Verschwörung
Verschwörung ist ein Fernsehfilm aus der Krimireihe Tatort, der am 9. Mai 2021 im ORF, im SRF und im Ersten gezeigt wurde. Es ist die 1167. Folge der Reihe, der 51. Fall des österreichischen Ermittlers Moritz Eisner und der 27. gemeinsame Fall des Ermittlerteams Eisner/Fellner.

## Handlung
An einem heißen Sommertag begegnet Bibi Fellner beim Joggen in Wien Dr. Willi Wagner, einem Referatsleiter im Innenministerium. Wenig später wird Wagner an einem Abhang in einem Kieswerk tot aufgefunden. Gestorben ist er an einem Herzinfarkt, möglicherweise nach einer Überdosis des Dopingmittels Ephedrin. Moritz Eisner, der bald zum Amt für Betrugsbekämpfung der Europäischen Union (OLAF) nach Den Haag wechseln soll, ermittelt, dass Wagners Abteilung in einen Immobilienskandal verwickelt war. Dabei verlor der Sportmediziner Dr. Leytner, Nachbar und Mitarbeiter von Dr. Wagner, seine Stelle im Ministerium. Jetzt leitet er den Lobbyverein der Sicherheits-Wirtschaft. Er ist eng mit Wagners Frau Elisabeth befreundet.
Eisner und Fellner ermitteln, dass der Sportarzt Dr. Rädler Wagner bei seinem Marathon-Training unterstützt hat. Rädler war vor einigen Jahren in einen Ephedrin-Doping-Skandal verwickelt. Er hat offensichtlich ein Verhältnis mit Elisabeth Wagner.
Über gute Kontakte ins Innenministerium gelingt es Leytner, Eisners Versetzung nach Den Haag zu verhindern und ihn in das Cold Case Team versetzen zu lassen. Fellners Vorgesetzter Ernst Rauter erklärt die Untersuchung für abgeschlossen. Obwohl er jetzt andere Aufgaben hat, befragt Eisner Leytner nach einer Überweisung an Dr. Rädler. Leytner sagt, Rädler hätte für Wagner einen schlechten Trainingsplan aufstellen sollen, damit dieser Leytners Marathon-Bestzeit nicht brechen könnte. Wenig später wird Leytner durch Glykol in einer Flasche Wein getötet, die ihm Elisabeth Wagner vor das Haus gestellt hatte. Ein Fingerabdruck auf einem Glas dokumentiert Eisners eigenmächtigen Besuch bei Leytner. Daraufhin kündigt Eisner seine Stelle bei der Polizei und meldet sich auf dem Arbeitsamt. Dort erfährt er, dass Ephedrin auch als Medikament bei Hunden eingesetzt wird.
Der Bürgermeister erklärt Eisner schließlich, dass sich der frühere Gartenbau-Unternehmer Rudi Zwickel verschuldet und seinen Betrieb verloren habe, als er sich um seine kranke Frau kümmern musste. Er habe Grundstücke über die Gemeinde als billige Wiese an Wagner und Leytner verkauft, bevor die Gemeinde sie in Bauland umgewandelt habe. Jetzt arbeitet er als Gärtner bei Wagner. Von Wagner und Leytner fühle er sich übervorteilt.
Als Fellner allein bei dem Gärtner ermittelt und Verdacht schöpft, füllt Zwickel ihr Ephedrin ins Glas. Fellner fährt mit Zwickel zur Kiesgrube. Dort erleidet auch sie eine Vergiftung und halluziniert, wird aber von Eisner gerettet. Zwickel stürzt sich von der Kante der Kiesgrube in den Tod.
Fellner erhält eine Belobigung des Innenministers, Eisner macht seine Kündigung rückgängig und bleibt bei der Polizei.

## Hintergrund
Der Film wurde ab dem 26. Juni 2020 in Wien und Umgebung gedreht.

## Rezeption

### Kritiken
„Moralisch sind alle Figuren übereindeutig verortet, der Plot hält wenig Überraschungen parat. […] Dafür gelingt es Drehbuchautor Ivo Schneider und Regisseurin Claudia Jüptner-Jonstorff, dem alten Genre des politischen Verschwörungsthrillers einen perfide aufgefrischten Look zu geben: Wo früher beim Intrigenspinnen im Regierungsumfeld gequalmt und gesoffen wurde, da wird heute gejoggt und Kräutertee getrunken.“

### Einschaltquoten
Die Erstausstrahlung von Verschwörung am 9. Mai 2021 wurde in Deutschland von 8,62 Millionen Zuschauern gesehen und erreichte einen Marktanteil von 28,7 % für Das Erste.